# West Bay, Newfoundland
West Bay är en vik i Kanada.   Den ligger i provinsen Newfoundland och Labrador, i den östra delen av landet, 1 300 km öster om huvudstaden Ottawa.
Runt West Bay är det mycket glesbefolkat, med 6 invånare per kvadratkilometer.